# Los Angeles Film Critics Association Awards 1990
La 16ª edizione dei Los Angeles Film Critics Association Awards si è tenuta il 16 gennaio 1991, per onorare il lavoro nel mondo del cinema per l'anno 1990.

## Premi
Miglior film
- Quei bravi ragazzi (Goodfellas), regia di Martin Scorsese
  - 2º classificato: Balla coi lupi (Dances with Wolves), regia di Kevin Costner

Miglior attore
- Jeremy Irons - Il mistero Von Bulow (Reversal of Fortune)
  - 2º classificato: Philippe Noiret - La vita e niente altro (La vie et rien d'autre)

Miglior attrice
- Anjelica Huston - Rischiose abitudini (The Grifters) e Chi ha paura delle streghe? (The Witches)
  - 2º classificato: Joanne Woodward - Mr. & Mrs. Bridge

Miglior regista
- Martin Scorsese - Quei bravi ragazzi (Goodfellas)
  - 2º classificato: Kevin Costner - Balla coi lupi (Dances with Wolves)

Miglior attore non protagonista
- Joe Pesci - Quei bravi ragazzi (Goodfellas)
  - 2º classificato: Bruce Davison - Che mi dici di Willy? (Longtime Companion)

Miglior attrice non protagonista
- Lorraine Bracco - Quei bravi ragazzi (Goodfellas)
  - 2º classificato: Dianne Wiest - Edward mani di forbice (Edward Scissorhands)

Miglior sceneggiatura
- Nicholas Kazan - Il mistero Von Bulow (Reversal of Fortune)
  - 2º classificato: Charles Burnett – Dormire con rabbia (To Sleep with Anger)

Miglior fotografia
- Michael Ballhaus - Quei bravi ragazzi (Goodfellas)
  - 2º classificato: Vittorio Storaro - Il tè nel deserto (The Sheltering Sky)

Miglior colonna sonora
- Richard Horowitz e Ryūichi Sakamoto - Il tè nel deserto (The Sheltering Sky)
  - 2º classificato: Randy Newman – Avalon

Miglior film in lingua straniera
- La vita e niente altro (La vie et rien d'autre), regia di Bertrand Tavernier  ·  Francia
  - 2º classificato: Cyrano de Bergerac, regia di Bertrand Tavernier  ·  Francia

Miglior film d'animazione
- Bianca e Bernie nella terra dei canguri (The Rescuers Down Under), regia di Hendel Butoy e Mike Gabriel

Miglior documentario
- Parigi brucia (Paris Is Burning), regia di Jennie Livingston

Miglior film sperimentale/indipendente
- Marlon Riggs - Tongues Untied

New Generation Award
- Jane Campion

Career Achievement Award
- Blake Edwards
- Chuck Jones

Menzione speciale
- Charles Burnett